# Marenestha inconspicua
Marenestha inconspicua är en insektsart som beskrevs av Brunner von Wattenwyl 1878. Marenestha inconspicua ingår i släktet Marenestha och familjen vårtbitare. Inga underarter finns listade i Catalogue of Life.